# Добра (гміна, Лобезький повіт)
Гміна Добра (пол. Gmina Dobra) — місько-сільська гміна у північно-західній Польщі. Належить до Лобезького повіту Західнопоморського воєводства.
Станом на 31 грудня 2011 у гміні проживало 4507 осіб.

## Територія
Згідно з даними за 2007 рік площа гміни становила 116.10 км², у тому числі:
- орні землі: 77.00%
- ліси: 13.00%

Таким чином, площа гміни становить 10.90% площі повіту.

## Населення
Станом на 31 грудня 2011:
| Опис     | Загалом | Загалом | Чоловіки | Чоловіки | Жінки | Жінки |
| -------- | ------- | ------- | -------- | -------- | ----- | ----- |
| одиниця  | осіб    | %       | осіб     | %        | осіб  | %     |
| все      | 4507    | 100     | 2235     | 49.59    | 2272  | 50.41 |
| міське   | 2363    | 100     | 1161     | 49.13    | 1202  | 50.87 |
| сільське | 2144    | 100     | 1074     | 50.09    | 1070  | 49.91 |

## Сусідні гміни
Гміна Добра межує з такими гмінами: Венґожино, Машево, Новоґард, Радово-Мале, Хоцивель.